# ペリクレ・ファッツィーニ賞
ペリクレ・ファッツィーニ賞（PREMIO NAZIONALE di SCULTURA Pericle Fazzini）は、イタリアの彫刻家ペリクレ・ファッツィーニの業績を記念して誕生の地、イタリア中部マルケ州グロッタンマーレにて1988年に設けられた。年1度、審査委員会によって選考された一名の彫刻家に与えられるイタリア国内賞。

## 受賞者
1. 1988年 Fulvio Ligi[1]
2. 1990年 緒方良信
3. 1991年 Vito Bucciarelli[2]
4. 1993年 Quinto_Ghermandi[3]